# Спорош, Иван Семёнович
Иван Семёнович Спорош (настоящая фамилия Плачинда; 1898, Глодосы, Херсонская губерния — 10 марта 1937, Москва) — советский государственный и партийный деятель.

## Биография
Родился в марте 1898 года в местечке Глодосы Херсонской губернии в молдавской семье. Участвовал в революционном движении. Член РКП(б) с 1918 года. В 1925—1927 годах — секретарь Уманского окружного комитета КП(б) Украины. В 1929—1930 годах — ответственный секретарь Винницкого окружного комитета КП(б) Украины. С 15 июня 1930 по 18 января 1934 года — кандидат в члены ЦК КП(б) Украины. До октября 1931 года — ответственный секретарь Винницкого городского комитета КП(б) Украины.
С октября 1931 по июль 1932 года — ответственный секретарь Молдавского областного комитета КП(б) Украины. Проводил решения ЦК КП(б) Украины о латинизации молдавской письменности. В 1932—1936 годах — 1-й секретарь Полтавского городского комитета КП(б) Украины, затем заместитель начальника Сталинградского краевого земельного управления. С 21 января 1934 года — член ЦК КП(б) Украины (выведен из состава ЦК КП(б) Украины Постановлением пленума ЦК КП(б) Украины от 8 января 1937 года). В 1936 году исключён из ВКП(б).
Избирался делегатом XIV, XVI, XVII съездов ВКП(б).
Арестован 4 октября 1936 года в Сталинграде по обвинению в участии в контрреволюционной троцкистско-зиновьевской террористической организации; приговорён к расстрелу 9 марта 1937 года, расстрелян на следующий день. Реабилитирован 29 сентября 1956 года.
Жена — Ася Родионовна Моргенштерн (1906—?), инженер-экономист, арестована 19 января 1938 года, приговорена к 8 годам ИТЛ как ЧСИР.